# بریستول ۴۱۰
بریستول ۴۱۰ (Bristol ۴۱۰) خودرویی است که در سال‌های ۱۹۶۸–۱۹۶۹>۷۹ producedتولید شده‌است. طراحی آن خودروهای موتور جلو-محور عقب بوده است.